# Centro histórico de Villahermosa
El Centro Histórico de Villahermosa se ubica en la ciudad de Villahermosa, capital del estado de Tabasco, México.            Comprende el área del casco antiguo de la ciudad que nació entre 1540 y 1557 y que fuera fundada oficialmente por el español Diego de Quijada, en 1564 con el nombre de Villa Carmona, posteriormente bautizada como San Juan Bautista y que hasta hoy se llama Villahermosa.
Debido a los innumerables ataques piratas entre 1557 y 1795, la guerra civil entre 1826 y 1841, la invasión norteamericana ocurrida entre 1846 y 1847, la invasión francesa entre 1863 y 1864, innumerables rebeliones, asonadas militares, revueltas suscitadas en el siglo XIX y la falta de conservación de los edificios históricos para dar paso a nuevas estructuras modernas, dejó como consecuencia la destrucción de la mayoría de los edificios antiguos de la ciudad.

## Extensión y delimitación
El Centro Histórico de Villahermosa comprende aproximadamente 143 hectáreas, se conforma por lo que fuera la ciudad colonial, antes conocida como San Juan Bautista; incluyendo su centro y barrios tradicionales. Se encuentra delimitado por las avenidas: Adolfo Ruiz Cortines al norte, Paseo Tabasco al sur, el Malecón Carlos A. Madrazo al oriente y 27 de Febrero con Francisco J. Mina al poniente.
El casco antiguo o centro histórico se conoce como "Zona Luz", la zona comprende también la zona conocida ''El Playón'', donde se ubicaba la primera pista aérea, así como los barrios tradicionales de "Santa Cruz" al norte, "Esquipulas" al poniente y "La Concepción" o "La Punta" al sur.

## Historia

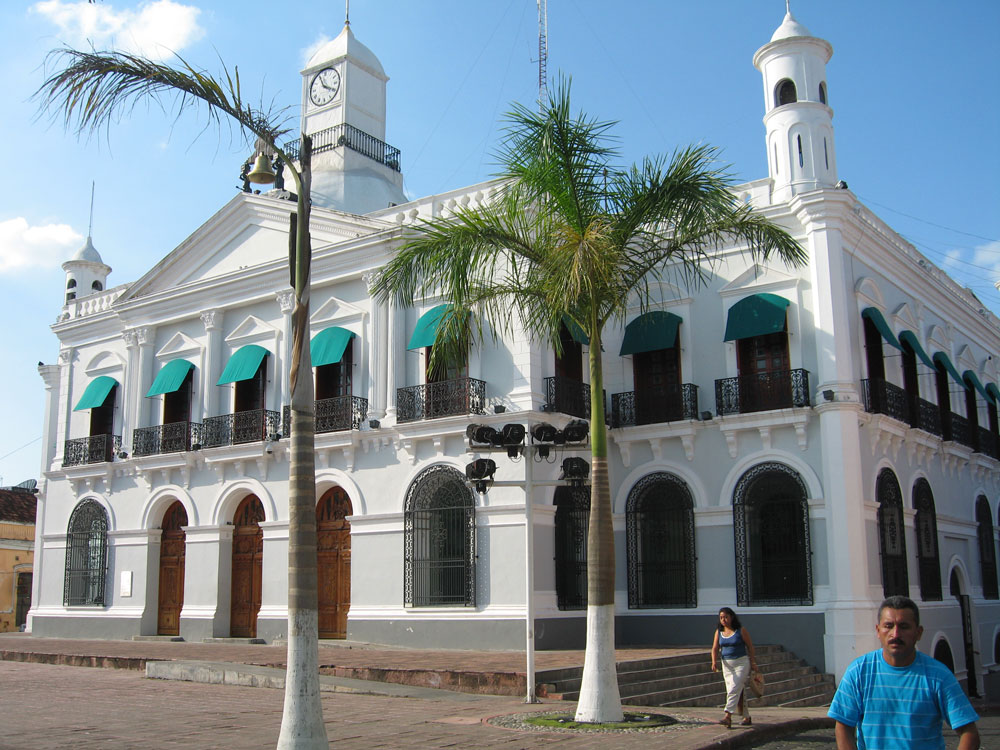
Palacio de Gobierno de Tabasco, de estilo Neoclásico, inaugurado en 1894.

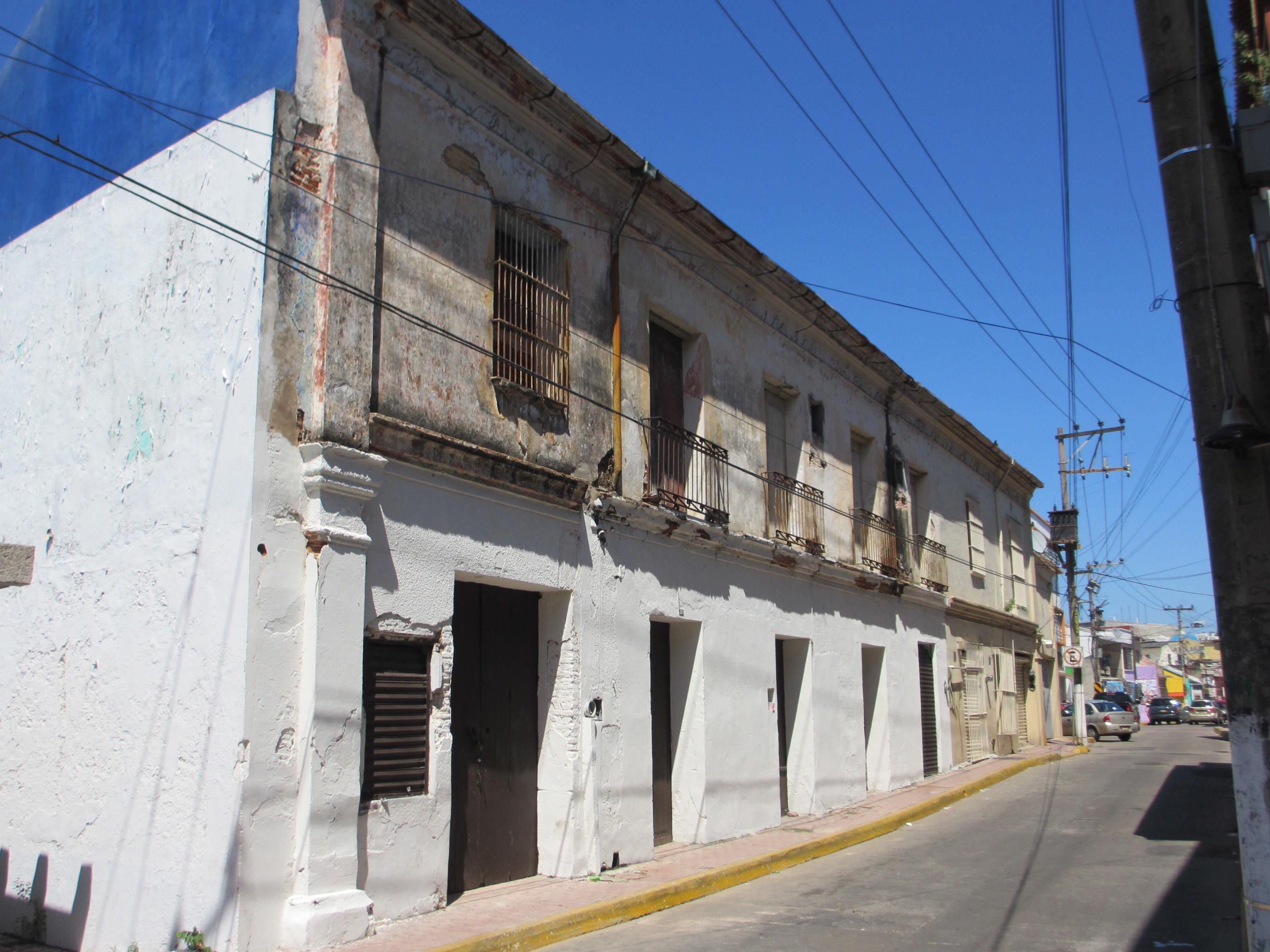
Este es el edificio más antiguo que queda en la ciudad, ya que data de 1750. Está ubicado en la calle Miguel Hidalgo.

Villahermosa nació entre 1540 y 1557 como una pequeña aldea de españoles. El español Diego de Quijada dijo al Rey Felipe II haber trazado y repartido solares en 1564 en un sitio de "muy buen asiento", distante 20 leguas tierra adentro de la villa de Santa María de la Victoria a la sazón el primer asentamiento español en la Nueva España y en ese entonces capital de la Provincia de Tabasco. En estas primeras fechas, el lugar llevaba el nombre de "Tres Lomas", y Diego Quijada lo intituló "villa Carmona", pero para 1598 el Rey Felipe II le otorgó a la ciudad un Escudo de Armas y el título de "Villa Hermosa" de San Juan Bautista. Cuando se realizó el traslado de los poderes de la Provincia en 1641 se le nombró San Juan Bautista de Villahermosa, nombre que cambió en 1826 por el de San Juan Bautista de Tabasco, el cual prevaleció hasta 1916 cuando durante la persecución religiosa en el estado, se le dejó su nombre actual: Villahermosa.
Los continuos ataques piratas que destruían e incendiaban la población, obligaron a las autoridades virreinales a trasladar los poderes de la Provincia hacia Tacotalpa, donde permanecieron hasta 1795 en que los corsarios fueron desalojados del territorio colonial.
En el año de 1598 se construyó en la ciudad el Almacén Real, para defensa de la población, guardar los caudales reales y servir de aduana. El edificio estuvo ubicado en un predio que hoy corresponde a la manzana de las calles Juárez, Lerdo, Madero y Reforma; su fachada principal daba a Juárez y tenía bodegas, corrales, torreones y campana de señales. El edificio fue destruido por los inmisericordes bombardeos durante la intervención norteamericana entre 1846 y 1847 así como en la guerra de intervención francesa en 1864, ya que ahí se refugiaron las tropas francesas y fueron expulsadas por los liberales tabasqueños.
Las partes en que se dividía la ciudad eran:
- El Centro
- El Playón
- Barrio de "La Punta" o "Concepción"
- Barrio de "Esquipulas"
- Barrio de "La Santa Cruz"

### El Centro

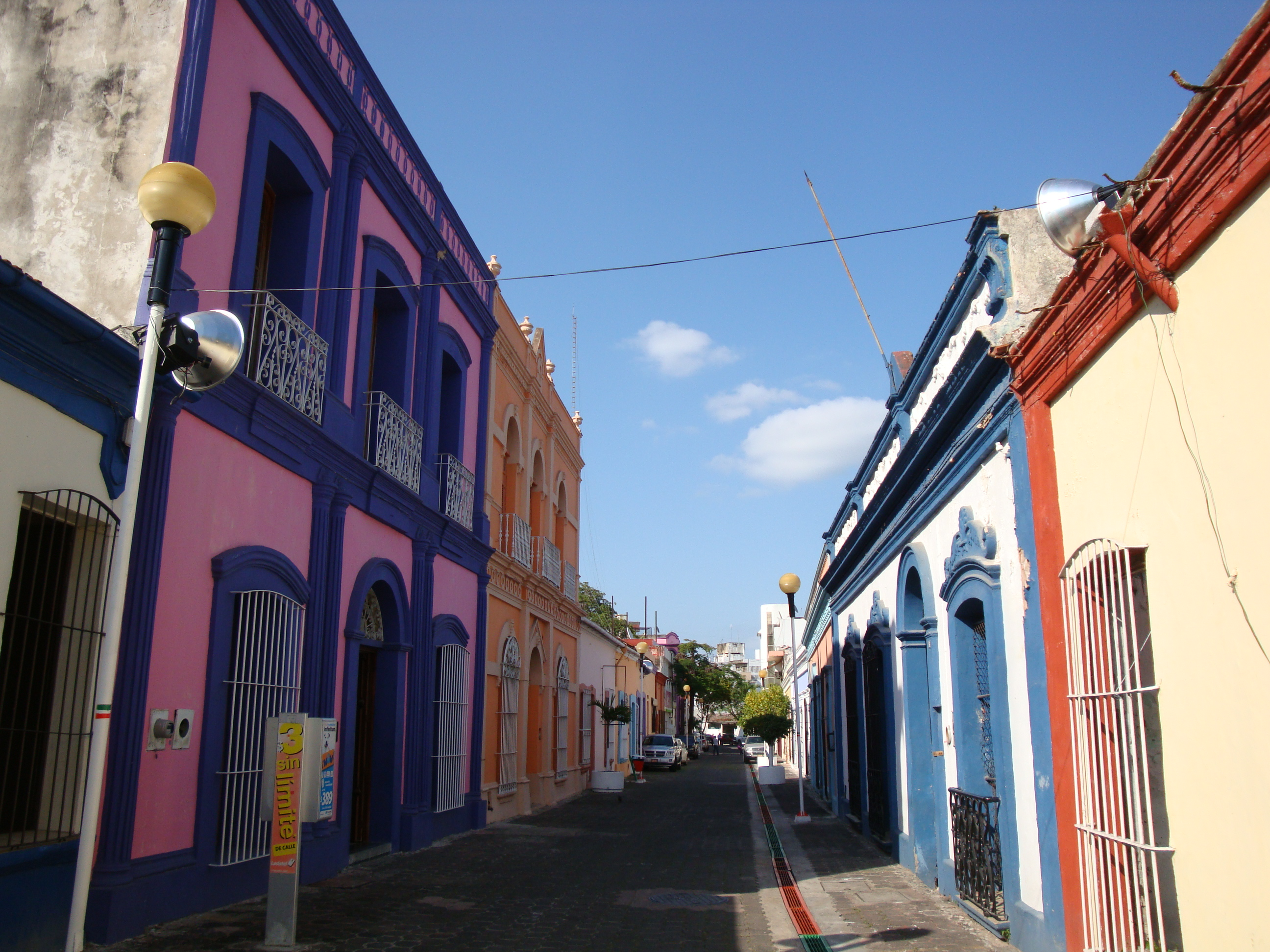
Calle Narciso Sáenz, en el casco antiguo de la ciudad llamado "Zona Luz".

El Centro es la parte principal del casco antiguo de la ciudad, se extendió sobre la loma llamada "La Eminencia", donde en 1564 al fundar oficialmente la ciudad Diego de Quijada trazó la Plaza de Armas y que aún se conserva en el mismo lugar, en dicha loma frente a la plaza, en 1614 se concluyó la primera iglesia que existió en la ciudad, dedicada al Santo Patrono San Juan Bautista.
Otra parte del centro ocupó la loma de "La Encarnación" cuya cuesta es hoy la calle 5 de Mayo y en donde estuvo el "Fortín de la Encarnación" construido en 1641 y que servía para guardar pertrechos militares y como refugio de la población durante los ataques de los piratas.

### El Playón
El Playón se encontraba entre el río Grijalva y la parte norte, donde actualmente se ubican las calles: Pino Suárez, Constitución, Zaragoza y Méndez. Este lugar se usaba para jugar béisbol y los oficiales del ejército mexicano lo empleaban para jugar polo a caballo. Funcionó como pista de aterrizaje, en ella aterrizó el primer vuelo de la desaparecida Mexicana de Aviación el 15 de octubre de 1928, dicha aerolínea utilizó la pista hasta que inauguró su aeropuerto el 16 de febrero de 1929 en la zona en donde hoy se encuentra Tabasco 2000.

### Barrio de La Punta o Concepción
El barrio de "La Punta" o "Concepción", creció en la parte sur de la loma de "La Encarnación" con su núcleo en la iglesia de la Inmaculada Concepción, de ahí toma su nombre, dicho barrio marcaba el límite de la ciudad, siendo la puerta de entrada del camino real hacia los pueblos de Atasta y Tamulté, actualmente son colonias de la ciudad de Villahermosa.

### Barrio de Esquipulas
El barrio de "Esquipulas" se extendió sobre la loma del mismo nombre y alrededor de la iglesia de Nuestro Señor de Esquipulas, la cual en 1880 se convirtió en la Catedral del recién formado Obispado de Tabasco. Actualmente, la arteria principal de lo que fuera este barrio se llama Av. 27 de Febrero.

### Barrio de La Santa Cruz
El barrio de "Santa Cruz" fue el último en formarse, se ubicó en terrenos más bajos, se localiza al norte de la hoy calle Ignacio Zaragoza, que hasta 1850 fue el cauce del arroyo "El Jícaro" que desembocaba en el río Grijalva, y cuyo núcleo principal era el parque de "La Paz" y la iglesia de la "Santa Cruz".

## Descripción

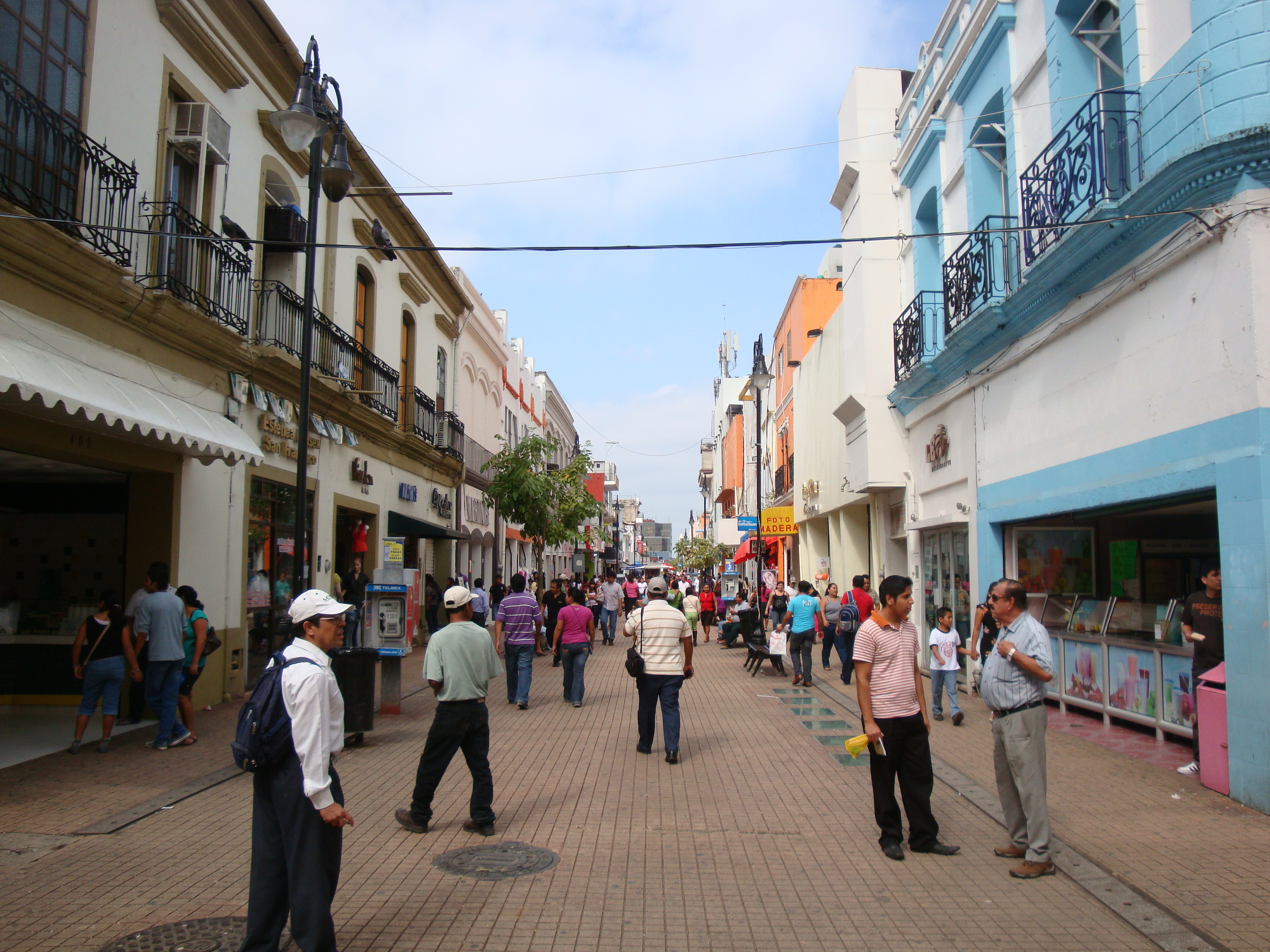
Calle Juárez, antiguamente llamada "calle del Comercio" fue de las primeras calles de la ciudad, se localiza en la "Zona Luz".

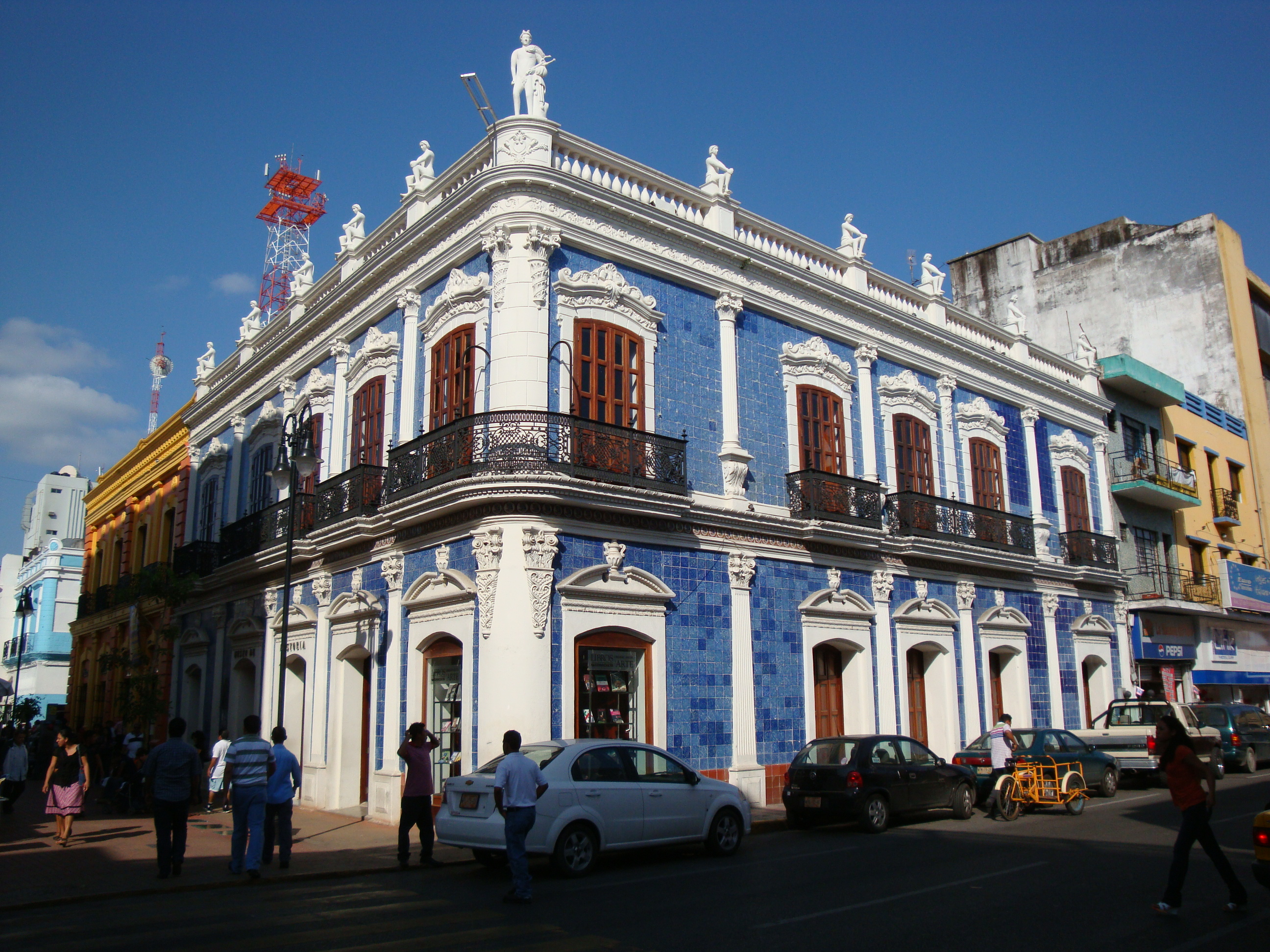
"Casa de los Azulejos" construida en 1889 de estilo ecléctico, actualmente alberga al Museo de Historia de Tabasco.

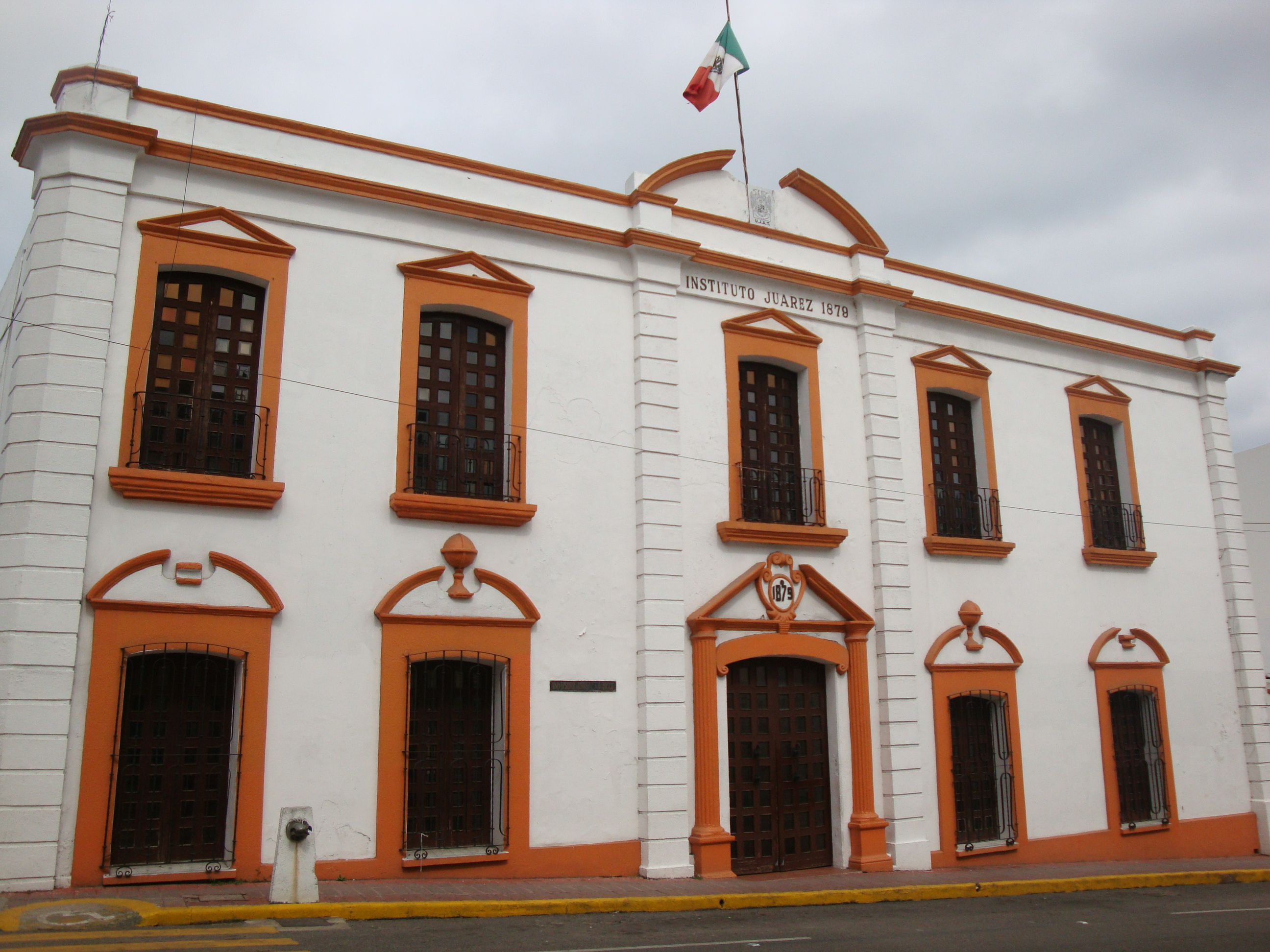
Edificio del Instituto Juárez de estilo Neoclásico.

La traza y conjuntos donde se localizan los inmuebles mejor conservados del Centro Histórico de la ciudad, se encuentran en lo que fuera el antiguo centro de la ciudad llamado "Zona Luz" y el barrio de "Esquipulas".

### Casco antiguo o Zona Luz
Comprende las primeras calles trazadas por Diego de Quijada al fundar la ciudad en 1564. En la actualidad, la llamada Zona Luz comprende un total de 5 calles que se encuentran adoquinadas y cerradas al tránsito vehicular, para convertirse en peatonales. En ellas se localizan los edificios más antiguos de la ciudad, así como tiendas comerciales, restaurantes, cafeterías, bancos, etc.
Antiguamente, sus calles albergaron las casas habitación de grandes señores y prestigiadas familias, así como algunas de las casas comerciales más importantes del sureste. Aquí se localiza la Plaza de Armas y el Palacio de Gobierno que son los testigos arquitectónicos urbanos más vivos de la historia política y social de Villahermosa.
Palacio de Gobierno
Durante las dos últimas décadas del siglo XIX, se llevó a cabo la construcción del Palacio de Gobierno de Tabasco, siendo inaugurado el 13 de diciembre de 1894. Es un edificio emblemático de estilo Neoclásico, un frontón y una balaustrada en la parte superior definen el inmueble. Sus puertas bellamente labradas así como sus ventanas responden a la solución vertical, protegidas en la planta baja por una herrería caligrafiada, al igual que sus balcones superiores.
Plaza de Armas
La Plaza de Armas trazada en 1564, es el centro político del estado, mudo testigo del devenir histórico y del pasado tumultuoso, conserva su jardín lleno de densos árboles tropicales como el guayacán, laurel, almendro, la cañafístula y el macuilí, los cuales regalan una agradable sombra, mientras su kiosco y el espacio abierto de la Plaza frente al Palacio de Gobierno permiten las expresiones de diversas manifestaciones sociales y culturales.
Las calles 5 de Mayo, Independencia, Narciso Sáenz, Aldama y Juárez, son las más antiguas de la ciudad, fueron trazadas en 1564; cuentan con conjuntos inmobiliarios o inmuebles aislados de rasgos monumentales o señoriales que muestran la arquitectura de finales del siglo XIX. Sus fachadas poco ornamentadas solo tienen tableros grabados, molduras y cornisas en los marcos de las puertas y ventanas, también de forma vertical y seguidas de "guardapolvo". Las puertas y ventanas de madera, presentan en ocasiones grabados en bajo y alto relieve.
Las techumbres de dos o más aguas, con estructuras de madera cubiertas de teja francesa, rematan en el tablero. Algunas todavía cuentan con el pórtico que albergaba a las habitaciones que daban a un jardín interior. En las calles Narciso Sáenz y Lerdo, están las casas de los poetas tabasqueños Carlos Pellicer Cámara y José Gorostiza
Entre los inmuebles que se distinguen por sus dimensiones y ornamentación y que fueron en su época instituciones de importancia están: 
La Casa de los Azulejos o Museo de Historia de Tabasco
Inmueble construido en 1889 de estilo ecléctico, ya que tiene mosaicos catalanes en pisos y paredes, arcos polilobulados y de medio punto, puertas y ventanas labradas de madera y también una hermosa herrería caligrafiada en sus balcones. En la parte superior del edificio resaltan las esculturas dispuestas a manera de remate, como la de la esquina que representa al dios romano del comercio, Mercurio, y otras diez esculturas humanas sobre la balaustrada, es notable también el friso que corre en el entrepiso, el cual muestra azulejos con un rostro femenino de perfil, personificando a la célebre reina egipcia Cleopatra.
En su interior el inmueble conserva un patio, donde se conjugan detalles arquitectónicos de marcada influencia gótica y morisca, aspecto que define al estilo general del edificio como ecléctico. El diseño del edificio estuvo a cargo del tenedor de obra Jacinto Cabrales y al paso de los años funcionó como casa-habitación, comercio, edificio de gobierno, hotel y casa de huéspedes. Hoy alberga al Museo de Historia de Tabasco.
La Casa de la Cultura de la UJAT

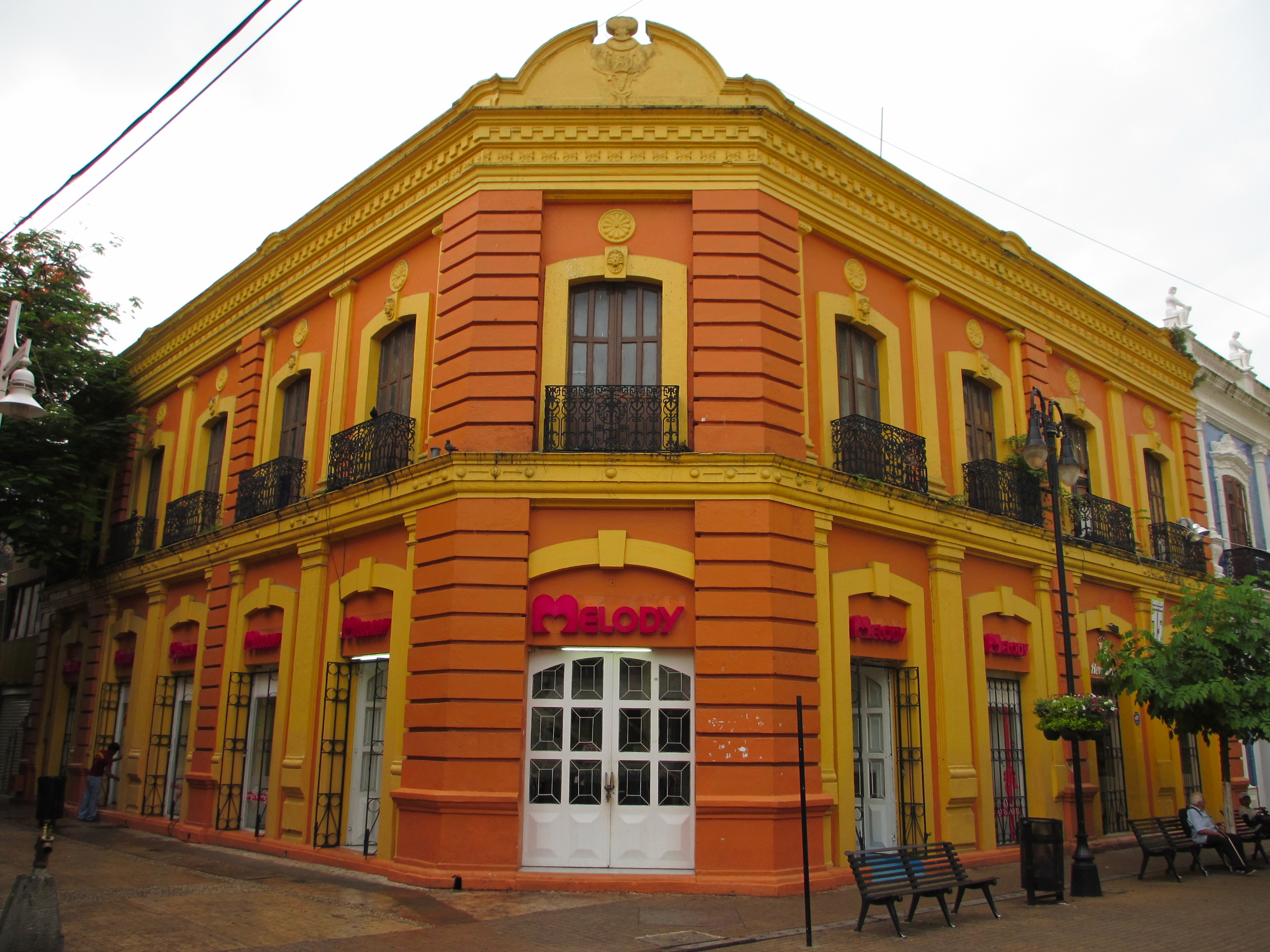
Edificio del Banco Nacional de México, construido entre 1850 y 1855, fue sede del Poder Ejecutivo del estado.

Este edificio de estilo Neoclásico fue originalmente la casa del gobernador Simón Sarlat Nova, con ampliaciones posteriores, pasó en 1879 a ser el Instituto Juárez', primera institución de estudios superiores en Tabasco.
Inmueble del Banco Nacional de México
Este edificio fue construido en la década de 1850, su fachada corresponde al estilo Deco, está ornamentada con molduras y cornisas, y tiene enmarcado su acceso principal con elementos verticales seccionados en bandas a base de entrecalles. Este inmueble fue sede del Poder Ejecutivo del Estado en 1857 siendo gobernador del estado don Victorio Victorino Dueñas y en 1865 durante el período como gobernador del Coronel Gregorio Méndez Magaña. Posteriormente, fue la sede del Banco de Tabasco y en 1896 fue inaugurado ahí el Banco Nacional de México.
Sanatorio del Estado
También llamado 'Sanatorio Juchimán u Hospital Mayans por ser su propietario el Dr. José Manuel Mayans Victoria, en la calle 5 de Mayo. Fue el primer hospital privado en el estado, presenta una fachada lisa, recubierta de granito en tonos verdes, se distingue por el friso formado por rostros humanos muy expresivos alternados con un elemento vegetal, modelados todos en yeso que se repiten a lo largo del mismo.

### Barrio de Esquipulas
Sus calles adoptan la forma de la loma de la zona, por lo que son angostas y con grandes pendientes. En la parte baja, la arquitectura corresponde al estilo de un barrio popular, con casas en terrenos estrechos y largos. Sus fachadas son lisas y están compuestas principalmente por una puerta y una ventana de verticalidad muy marcada, que como en toda la arquitectura tabasqueña antigua, tuvo su razón de ser en las condiciones climáticas, a fin de lograr la luz necesaria en el interior y obtener buena ventilación para mitigar el intenso calor.
El nivel de algunas casas de este antiguo barrio va de los 30 a los 150 cm por encima del nivel de la calle, por lo que cuentan con una pequeña escalinata, esto, debido a los rebajamientos que ha sufrido la loma durante la urbanización. En el caso de las casas que se localizan en las partes bajas, dicha escalinata tiene por objeto proteger de las inundaciones. Las techumbres son a dos o más aguas, de teja francesa, rematando en un tablero que evita el escurrimiento hacia el frente. Las calles de Pedro C. Colorado, Morelos, Rayón, Arteaga y Peredo son muestra de esta traza e inmuebles.
Catedral del Señor de Tabasco

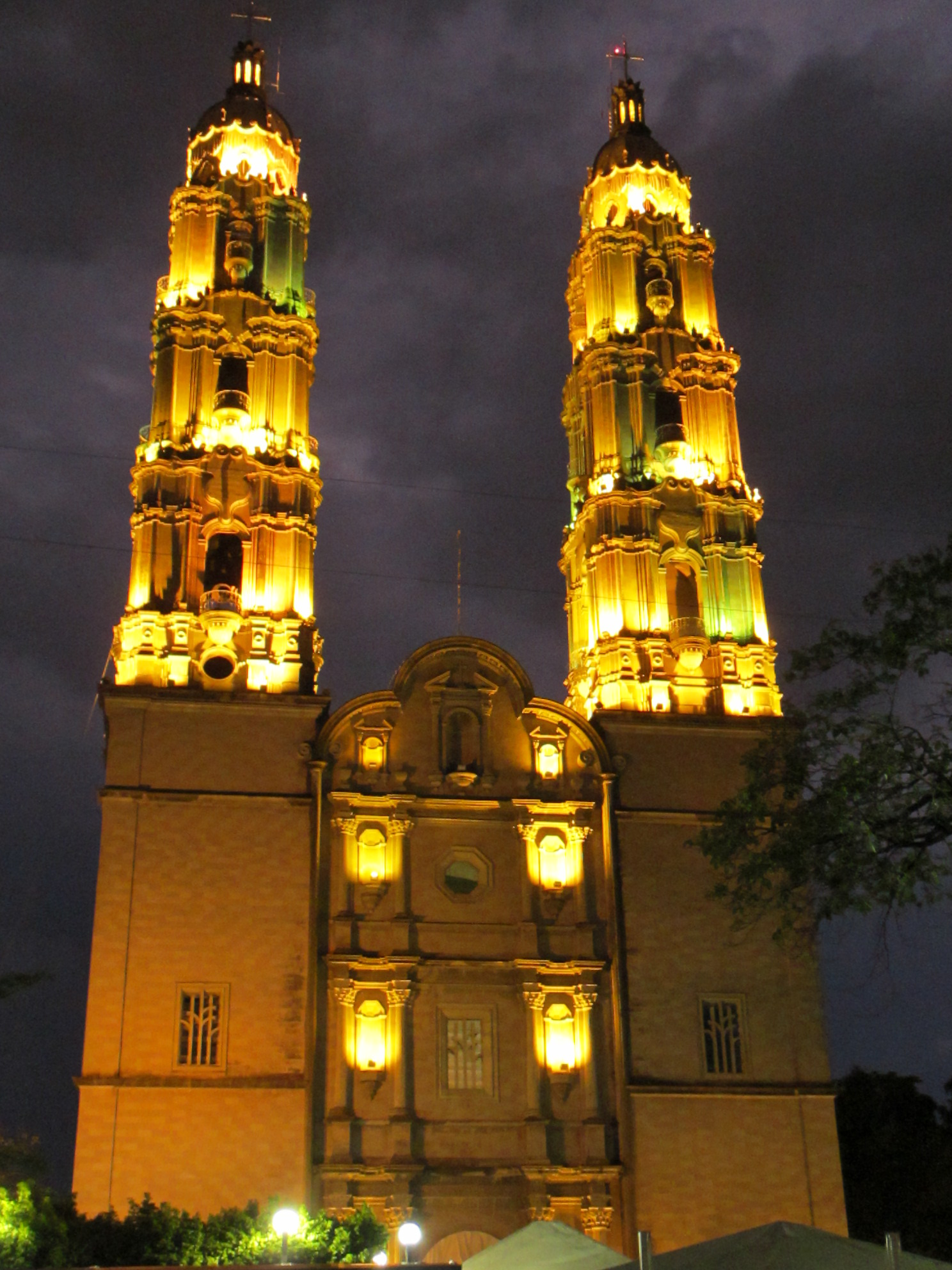
Catedral del Señor de Tabasco, de estilos Neoclásico y Barroco.

En el extremo poniente de lo que fuera el barrio de "Esquipulas", se encuentra la Catedral del Señor de Tabasco, situada en la parte más alta de la loma. Su construcción es de estilo ecléctico, debido a que mezcla elementos Neoclásicos y Barrocos. En la fachada sus torres se levantan a una altura de 75 m. por lo que son visibles desde cualquier punto de la ciudad, cuenta con cornisas, esquineros, molduras y nichos hechos en piedra y cantera, los entrepaños son paredes de ladrillo recubiertas de polvo de cantera en cuadros de diferentes colores. Esta fachada contrasta fuertemente con el interior de arquitectura sobria y sencilla.
Bajando por la avenida 27 de Febrero con dirección al casco antiguo de la ciudad, encontramos el parque Morelos, lugar en donde estuvo la Catedral de Nuestro Señor de Esquipulas y el Obispado, ambos edificios fueron destruidos durante la persecución religiosa emprendida por el entonces gobernador Tomás Garrido Canabal en 1934.

## Atractivos principales
Dentro de los principales atractivos turísticos de la zona, están:
- Plaza de Armas

Trazada originalmente en 1564 por el español Diego de Quijada al fundar oficialmente la ciudad. Quijada, eligió situarla sobre una de las tres lomas a la que él llamó Loma de La Eminencia al considerar que "ofrecía seguridad ya que desde esa loma se divisaba muy bien el río además de protegerla de inundaciones al ser una de las partes más altas del sitio".
- Palacio de Gobierno

El Palacio de Gobierno fue inaugurado el 13 de diciembre de 1894 por el entonces gobernador Simón Sarlat Nova, es de estilo Neoclásico y su fachada es aplanada, además de contar con una bella iluminación nocturna.
- Catedral del Señor de Tabasco

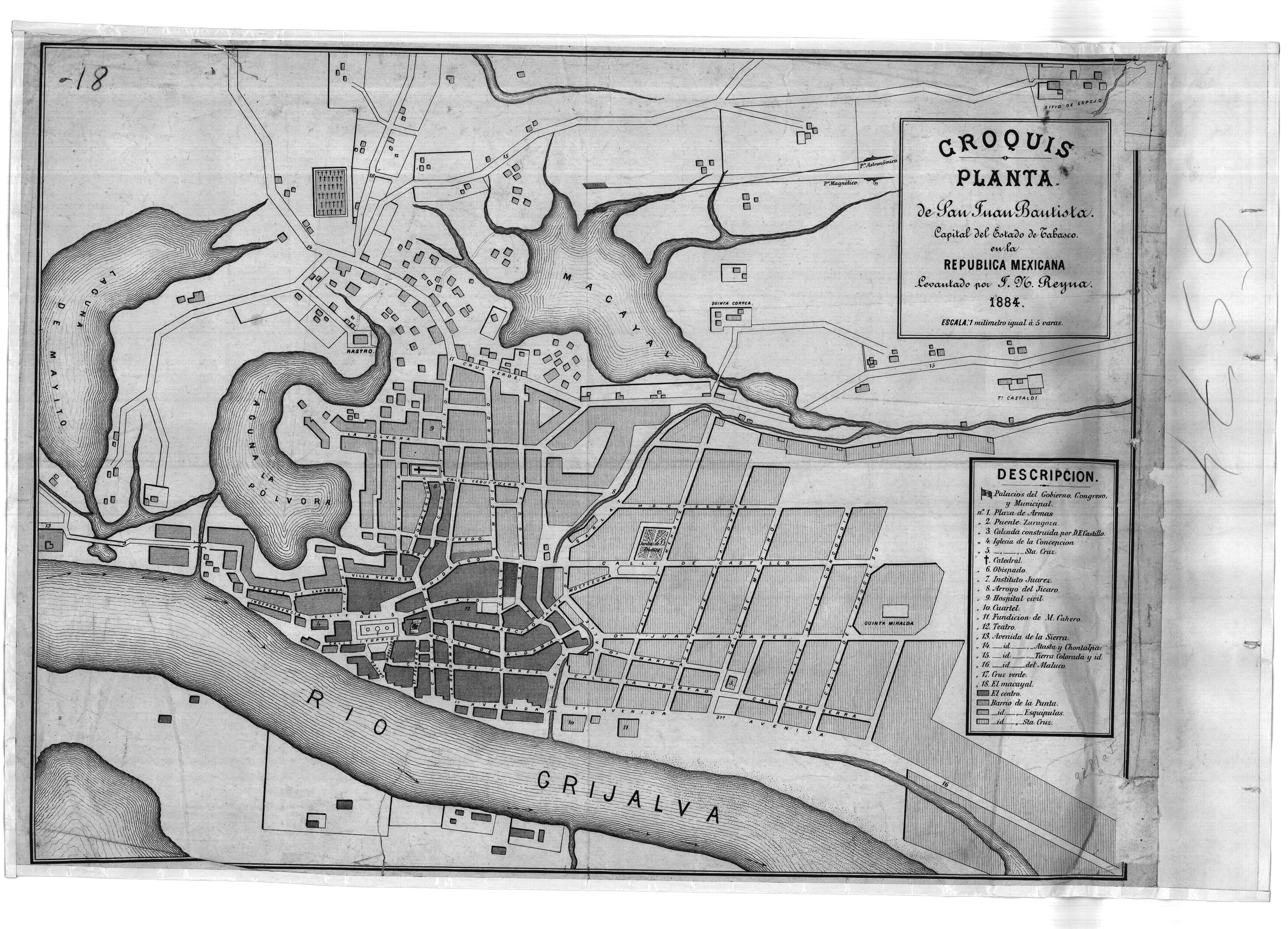
Mapa de la ciudad de San Juan Bautista en 1884.

La Catedral de Tabasco, también conocida como Catedral del Señor de Tabasco, es el principal centro religioso y es la sede de la Diócesis de Tabasco. La entrada al recinto de estilo barroco, está decorada con columnas de capitel de tipo corintio, frontones y nichos. El interior es sobrio, aunque presenta algunos retablos barrocos. Consta de tres naves, una central y dos pequeñas a los lados. 
- Museo de Historia de Tabasco

Se localiza en la "Casa de los Azulejos" en la "Zona Luz", alberga una amplia colección de objetos de las diferentes etapas de la historia de Tabasco, relativos a la colonia, las intervenciones norteamericana y francesa, así como la revolución mexicana.
Las colecciones que exhibe en sus cuatro salas permanentes llevan los nombres de Medio ambiente, Europa de los siglos XV al XVII, Exploración y Conquista, Colonia, Independencia, Mundo prehispánico, Liberales y conservadores, Revolución, Garridismo y La Casa de los Azulejos. Cuenta con una sala de exposiciones temporales y librería. Organiza visitas guiadas, conferencias, presentaciones teatrales y talleres de pintura y escultura para niños y jóvenes
- Casa Museo Carlos Pellicer Cámara

Se localiza en la casa que fuera del poeta tabasqueño Carlos Pellicer, en calle Narciso Sáenz en la "Zona Luz". Alberga una amplia colección de objetos personales del poeta de América.

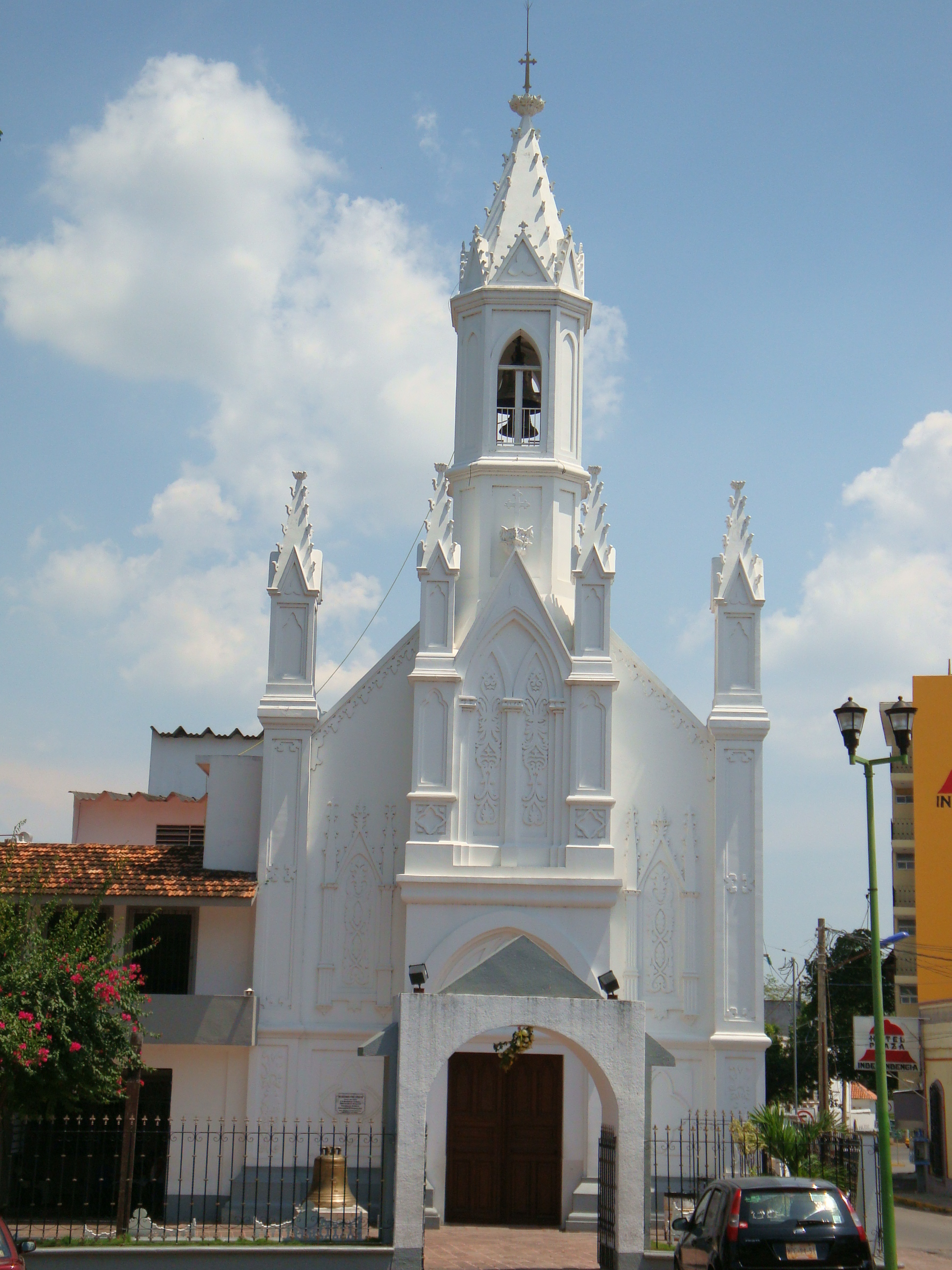
Iglesia de la Concepción, ubicada frente a la Plaza de Armas.

- Galería de arte "Jaguar Despertado"

Es una galería en donde se presentan muestras temporales de pintura, cuenta además con una cafetería en la que con frecuencia se presentan círculos literarios, presentaciones de libros, música en vivo, y pláticas culturales, también cuenta con una librería.
- Casa "Siempreviva"

Localizada en la esquina que forman las calles Narciso Sáenz y Lerdo de Tejada. Se presentan exposiciones temporales de pintura, escultura y artes plásticas, así como también presentaciones de libros y pláticas literarias.
- Parque Juárez

Es uno de los parques más céntricos y emblemáticos de la ciudad. Escenario de muestras de teatro callejero, reuniones, mítines y demás manifestaciones culturales y sociales.
- Mirador "Torre del Caballero"

Imponente mirador localizado sobre el río Grijalva, desde ahí se puede apreciar gran parte de la ciudad. Funciona de lunes a sábado de 9 a. m. a 4 p. m.
- Iglesia de la Inmaculada Concepción

Es una de las iglesias más antiguas de la ciudad, ya que fue inaugurada el 8 de diciembre de 1800. Está localizada frente a la Plaza de Armas, cuenta con una sola torre y su fachada es de color blanco con relieves. La iglesia fue semidestruida por los bombardeos norteamericanos en 1846 y 1847 y por los franceses en 1863 y 1864.
- Plaza Malecón (CENMA)

Ubicada en el Malecón Carlos A. Madrazo, sobre la margen izquierda del río Grijalva, contaba con restaurantes y bares, actualmente es un parque lineal.